# Amphoe Chamni
Amphoe Chamni (thailändisch อำเภอ ชำนิ) ist ein Landkreis (Amphoe – Verwaltungs-Distrikt) der Provinz Buri Ram. Die Provinz Buri Ram liegt in der Nordostregion von Thailand, dem so genannten Isan. 

## Geographie
Benachbarte Distrikte (von Norden im Uhrzeigersinn): die Amphoe Lam Plai Mat, Mueang Buri Ram, Nang Rong, Nong Ki und Nong Hong. Alle Amphoe liegen in der Provinz Buri Ram.

## Geschichte
Chamni wurde am 1. April 1992 zunächst als „Zweigkreis“ (King Amphoe) angelegt, indem die fünf Tambon Chamni, Cho Phaka, Laluat, Mueang Yang und Nong Plong vom Amphoe Nang Rong abgetrennt wurden. 
Am 5. Dezember 1996 wurde er zum Amphoe heraufgestuft.

## Verwaltung

### Provinzverwaltung
Der Landkreis Chamni ist in sechs Tambon („Unterbezirke“ oder „Gemeinden“) eingeteilt, die sich weiter in 63 Muban („Dörfer“) unterteilen.
| Nr. | Name        | Thai     | Muban | Einw. |
| --- | ----------- | -------- | ----- | ----- |
| 1.  | Chamni      | ชำนิ      | 08    | 4.718 |
| 2.  | Nong Plong  | หนองปล่อง | 10    | 5.547 |
| 3.  | Mueang Yang | เมืองยาง  | 13    | 7.486 |
| 4.  | Cho Phaka   | ช่อผกา    | 13    | 7.187 |
| 5.  | Laluat      | ละลวด    | 11    | 6.031 |
| 6.  | Khok Sanuan | โคกสนวน  | 08    | 3.740 |

### Lokalverwaltung
Es gibt zwei Kommunen mit „Kleinstadt“-Status (Thesaban Tambon) im Landkreis:
- Chamni (Thai: เทศบาลตำบลชำนิ)
- Nong Plong (Thai: เทศบาลตำบลหนองปล่อง)

Außerdem gibt es vier „Tambon-Verwaltungsorganisationen“ (องค์การบริหารส่วนตำบล – Tambon Administrative Organizations, TAO):
- Mueang Yang (Thai: องค์การบริหารส่วนตำบลเมืองยาง)
- Cho Phaka (Thai: องค์การบริหารส่วนตำบลช่อผกา)
- Laluat (Thai: องค์การบริหารส่วนตำบลละลวด)
- Khok Sanuan (Thai: องค์การบริหารส่วนตำบลโคกสนวน)